# Neglasari (Dramaga)
Neglasari is een bestuurslaag in het regentschap Bogor van de provincie West-Java, Indonesië. Neglasari telt 8865 inwoners (volkstelling 2010).